# Odette Kahn
Odette Kahn (1923-1982) fue una de las principales autoridades sobre el vino y editora de la Revue du Vin de France (Examen de vino francés) y de Cuisine et Vins de France (Alimentación y Vinos de Francia). Ella era un juez en la histórica cata de vinos de París de 1976. Kahn estaba indignada por los resultados de la cata, sin éxito, exigió de nuevo su voto, se negó a hablar más tarde al organizador Steven Spurrier después del evento, afirmó el fraude, y escribió despectivamente sobre la competencia del vino. Este es retratado en la película Bottle Shock.

## Biografía
Kahn era una experta en el campo de la gastronomía francesa y de los vinos, por lo que fue una embajadora muy conocida en todo el mundo.
Después de realizar estudios de postgrado en una de las mejores escuelas de negocios francés (HEC Jeunes Filles), se convirtió en el primer asistente del director, y luego la editor en jefe de dos revistas, " Cuisine et Vins de France "y" Revue du Vin de France ". En 1968, después de la muerte de Madeleine Decure, cofundador con Edmond Saillant (también conocido como Curnonsky) de "Cuisine et Vins de France", Odette Kahn se convirtió en director de la Société française d'vinicoles ediciones, el editor de "Cuisine et Vins de France "y" Revue du Vin de France ".
Fue miembro de la Academia Internacional del Vino y fraternidades de gastronomía de todo el mundo. Ella es la autora de un libro de cocina publicado por Calmann-Lévy en 1977 bajo el título "La Petite et la Grande Cuisine". También colaboró en la redacción de varios libros, incluyendo "cocina Sans Souci" (1974) y "La Cocina Vraie de l'Alsace" (1976).
Hasta principios de los ochenta, estuvo a cargo del nacional "Meilleur Sommelier de Francia" la competencia y se desempeñó como secretario general de la Asociación de cocineros mujeres y operadores de restaurantes. Odette Kahn fundó la asociación "Amitiés Gastronòmiques Internationales".
Ha participado en numerosos programas de radio y televisión, y fue miembro del jurado en algunos de los concursos gastronómicos más reconocidos. Recibió muchos premios, incluyendo el caballero del Mérito Nacional, Chevalier du Mérite Agricole, y la Medalla de la Ciudad de París.
- Datos: Q3349197
- Multimedia: Odette Kahn / Q3349197